# Fono General de Tokelau

Insignia del Fono General de Tokelau

El Fono General es el parlamento de Tokelau, está compuesto por 20 miembros (15 antes de 2008), representantes de cada atolón, las elecciones se celebran cada tres años. Tokelau es una democracia independiente de facto, ya que ambas elecciones, en aldeas y Fono, se realizan sin partidos políticos.

## Composición
Tokelau consta de tres atolones: Atafu, Nukunonu y Fakaofo. El pueblo en cada atolón se rige por su propio Taupulega (Consejo de Ancianos), que es la fuente de autoridad.
Los tres Taupulega delegaron en conjunto el 1 de julio de 2004, la autoridad de las aldeas al Fono General en relación con los asuntos nacionales, para que puedan gobernar y gestionar en nombre de Tokelau.

## Funciones
El Fono General es el parlamento de Tokelau, y se reúne 3 o 4 veces al año, durante 3 o 4 días de sesión, en el atolón donde reside el Ulu-o-Tokelau (Jefe de Gobierno).
La posición de Ulu-o-Tokelau rota entre los tres Faipule para permitir que cada aldea tome parte en la organización y testimonio de la toma de posesión del parlamento, después de las elecciones generales cada tres años.

## Consejo de Gobierno
Cuando el Fono General no está en sesión, Tokelau es gobernado por un consejo ejecutivo llamado “Consejo de Gobierno Permanente de Tokelau”, compuesto por los tres Faipule y sus tres Pulenuku (Alcaldes). Esta nueva composición del consejo fue establecida en el Fono General de noviembre de 2003. Originalmente, el consejo contaba con los tres Faipule.
Apoyando al Fono General y al Consejo de Gobierno Permanente, está el servicio público nacional, compuesto por el director general, Apia, y los directores de salud, de educación, de transporte y servicios de apoyo, y de desarrollo económico, así como otros funcionarios departamentales.
Apoyando cada Taupulega está un director general, también conocido como Coordinador, que dirige las aldeas ("Oficina del Taupulega"), y otros miembros del personal público como: maestros, personal médico y mano de obra tradicional.

## Miembros del Fono
Actualmente, Nukunonu tiene 6 miembros, Fakaofo y Atafu tienen 7 miembros cada uno. El número de miembros está basado en las cifras del último censo de población. Tanto el Faipule como el Pulenuku se convierten automáticamente en miembros del Fono General.